# 足利満兼
足利 満兼（あしかが みつかね）は、室町時代前期の武将。第3代鎌倉公方（在職：応永5年（1398年） - 応永16年（1409年））である。

## 生涯
第2代鎌倉公方・足利氏満の長男（嫡男）。父と同じく元服時に第3代将軍・足利義満の偏諱を授かり満兼と名乗る。鎌倉公方は父の代より京都の将軍家とは緊張関係が続いており、応永6年（1399年）10月に大内義弘が堺で義満に対して挙兵した応永の乱では義弘に呼応。さらに自身も、義弘に加勢するため鎌倉を発ち、武蔵府中（東京都府中市）まで進軍するが、関東管領の上杉憲定に諫止され、12月に義弘の敗死を聞き、翌年の3月5日に鎌倉に引き返した。6月15日、伊豆の三島神社に納めた願文によって幕府に恭順の意を示し、最終的に罪を赦されている。
応永6年（1399年）春には陸奥、出羽が鎌倉府の管轄となったため、弟である満直を篠川御所、満貞を稲村御所として下す。しかし、この措置は奥州の豪族達の反感を買い、応永9年（1402年）には室町幕府と結んでいた伊達政宗の反乱が起きるが、これを上杉氏憲（のちの上杉禅秀）に鎮圧させている（伊達政宗の乱）。この頃、京都では満兼が狂気したという噂が流れ、義満は満兼の調伏を行なうなど、再び両者の確執が起こりだしていたようである。
応永14年（1407年）8月29日に鎌倉御所が炎上したが、まもなく再建した。応永16年7月22日に死去、享年32。長男の持氏が跡を継いだ。満兼が重病という情報を聞きつけた新田貞方（新田義貞の孫）が挙兵を目論んだものの、挙兵前に捕えられ、満兼が亡くなった日に鎌倉で処刑された（処刑日は異説あり）。

## 官職
※ 日付は旧暦
- 応永5年（1398年）12月、従四位下に叙し、左兵衛佐に任官。
- 日付不詳、左馬頭に遷任。
- 日付不詳、左兵衛督に転任。

## 偏諱を受けた人物
- 千葉兼胤
- 長井兼広（長井氏、長井挙冬の曾孫）
- 簗田満助

## 関連書籍
- 田辺久子「関東公方足利氏四代　基氏・氏満・満兼・持氏」吉川弘文館 2002年発行。　ISBN 978-4-642-07789-7
- 田辺久子『人物叢書 上杉憲実』（吉川弘文館 ISBN 4-642-05215-1）
- 『鎌倉・室町人名事典』（新人物往来社）